# Ken Olin
Ken Olin, född 30 juli 1954 i Chicago, Illinois, är en amerikansk regissör och skådespelare. 

## Regi
- 1994 - Varghunden 2 - myten om den vita vargen
- 1992 - Oväntat besök

## Filmografi roller i urval
- 1999 -  Y2K
- 1997 - Advokatens djävul
- 1995 -  Nothing But the Truth
- 1995 -  Dead by Sunset
- 1993 -  Contract for Murder
- 1991 -  Queens Logic
- 1990 -  Goodnight Sweet Wife: A Murder in Boston
- 1988 -  Motvilligt vittne
- 1987 -91  -  Livet runt trettio
- 1981 -  Ghost Story
- 1981 - Falcon Crest
- 1981 - Spanarna på Hill Street